# ASB Classic 2015
ASB Classic 2015 — жіночий тенісний турнір, що проходив на кортах з твердим покриттям. Це був 30-й за ліком турнір ASB Classic. Він належав до категорії International в рамках Туру WTA 2015. Відбувся в ASB Tennis Centre в Окленді (Нова Зеландія) і тривав з 5 до 10 січня 2015 року.

## Призові очки і гроші

### Розподіл очок
| Дисципліна       | П   | Ф   | ПФ  | ЧФ | 1/8 | 1/16 | Q   | Q3  | Q2  | Q1  |
| Одиночний розряд | 280 | 180 | 110 | 60 | 30  | 1    | 18  | 14  | 10  | 1   |
| Парний розряд    | 280 | 180 | 110 | 60 | 1   | Н/Д  | Н/Д | Н/Д | Н/Д | Н/Д |

### Розподіл призових грошей
| Дисципліна       | П       | Ф       | ПФ      | ЧФ     | 1/8    | 1/161  | Q3     | Q2   | Q1   |
| Одиночний розряд | $43,000 | $21,400 | $11,300 | $5,900 | $3,310 | $1,925 | $1,005 | $730 | $530 |
| Парний розряд *  | $12,300 | $6,400  | $3,435  | $1,820 | $960   | Н/Д    | Н/Д    | Н/Д  | Н/Д  |

1 Грошовий приз кваліфіканток - це, водночас, і грошовий приз 1/16 фіналу

* на пару

## Учасниці в одиночному розряді

### Сіяні
| Країна    | Гравчиня           | Рейтинг1 | Сіяна |
| --------- | ------------------ | -------- | ----- |
| Данія     | Каролін Возняцкі   | 8        | 1     |
| Італія    | Сара Еррані        | 14       | 2     |
| США       | Вінус Вільямс      | 19       | 3     |
| Росія     | Світлана Кузнецова | 25       | 4     |
| Чехія     | Барбора Стрицова   | 26       | 5     |
| США       | Слоун Стівенс      | 35       | 6     |
| США       | Коко Вандевей      | 38       | 7     |
| Німеччина | Мона Бартель       | 41       | 8     |

- 1 Рейтинг подано станом на 5 січня 2015.

### Інші учасниці
Нижче наведено учасниць, які отримали вайлдкард на участь в основній сітці: 
- Тейлор Таунсенд

Нижче наведено гравчинь, які пробились в основну сітку через стадію кваліфікації:
- Юлія Глушко
- Луціє Градецька
- Уршуля Радванська
- Анна Татішвілі

## Учасниці в парному розряді

### Сіяні
| Країна    | Гравчиня          | Країна    | Гравчиня             | Рейтинг1 | Сіяна |
| --------- | ----------------- | --------- | -------------------- | -------- | ----- |
| Італія    | Сара Еррані       | Італія    | Роберта Вінчі        | 2        | 1     |
| Чехія     | Андреа Главачкова | Чехія     | Луціє Градецька      | 37       | 2     |
| Німеччина | Юлія Гергес       | Німеччина | Анна-Лена Гренефельд | 76       | 3     |
| Японія    | Аояма Сюко        | Чехія     | Рената Ворачова      | 108      | 4     |

- 1 Рейтинг подано станом на 29 грудня 2014

### Інші учасниці
Нижче наведено пари, які отримали вайлдкард на участь в основній сітці:
- Розі Ченг /  Кетрін Вестбері
- Марина Еракович /  Моніка Пуїг

## Переможниці

### Одиночний розряд
- Вінус Вільямс —  Каролін Возняцкі, 2–6, 6–3, 6–3

### Парний розряд
- Сара Еррані /  Роберта Вінчі —  Аояма Сюко /  Рената Ворачова, 6–2, 6–1